# تمرد غلينسكي
كان تمرد غلينسكي ثورة في عام 1508 في دوقية ليتوانيا الكبرى من قبل مجموعة من الأرستقراطيين قادها الأمير ميخائيل غلينسكي في عام 1508. نجمت الثورة عن تنافس بين فصيلين من النبلاء خلال السنين الأخيرة من حياة الدوق العظيم أليكساندر جاغيلون. بدأ التمرد حين قرر دوق سيجسموند الأول، الدوق الكبير الجديد، تجريد غلينسكي من مناصبه استنادًا إلى شائعات بثها يان زابرزيزنسكي. عدو غلينسكي الشخصي. بعد الفشل في تسوية النزاع في البلاط الملكي، قام غلينسكي وأنصاره «معظمهم من أقاربه» بانتفاضة مسلحة. أقسم المتمردون على الولاء لفاسيلي الثالث أمير روسيا، الذي كان يشن حربًا ضد ليتوانيا.
فشل المتمردون وأنصارهم الروس في تحقيق النصر العسكري. سُمح لهم بالذهاب إلى المنفى في موسكو وأخذ ممتلكاتهم القابلة للنقل، غير أن أراضيهم الشاسعة صودرت.

## الأصل والتقدم

### خلفية تاريخية
في مطلع القرن السادس عشر، خسرت دوقية ليتوانيا الكبرى ما يقارب ثلث أراضيها نتيجةً للحرب الثانية مع موسكوفي منذ عام 1500 حتى عام 1503.
بالإضافة إلى ذلك، كانت هناك خلافات داخلية حول اتحاد جديد مع مملكة بولندا (1501). من أجل أن يصبح نافذ المفعول، كان اتحاد ميلنيك بحاجة إلى إقرار من قبل مجلس النبلاء الليتوانيين. رفض خصوم الاتحاد، من بينهم ميخائيل غلينسكي والدوق الكبير أليكساندر، الموافقة على الاتحاد خلال اجتماع مجلس النبلاء عام 1505 في بريست. أراد أنصار النقابة توسيع حقوقهم السياسية، حد الاتحاد بشكل كبير من قوة الملكية وأدى في بولندا إلى الملكية الانتخابية.
في فبراير من عام 1507، قرر مجلس النبلاء في فيلنيوس المطالبة بعودة الأراضي التي كانت قد خسرتها في الحرب السابقة مع موسكوفي، وأرسلوا سفيرًا إلى موسكو يحمل إنذارًا. اعتُبر فشل السفير ذريعة للحرب. اتخذت موسكو زمام المبادرة، على الرغم من تأخير في حشد القوات الليتوانية، إلا أنها لم تحقق أي نتائج هامة. كانت الأعمال العسكرية في الفترة الأولى من الحرب (قبل دخول المتمردين في الصراع) سلبية ولم تفضي إلى النتائج المرجوة لأي طرف من الأطراف.

### الأسباب
خلال السنوات الأخيرة من عهد الدوق أليكساندر، كان ميخائيل غلينسكي يتمتع بنفوذ كبير في المحكمة، وشغل منصب مارشال المحكمة الهام منذ عام 1500 حتى عام 1506. أدى النمو السريع لنفوذ غلينسكي إلى إزعاج الأرستقراطية الليتوانية القديمة، مثل عائلة رادزيويك وكوسجيلوس وبشكل خاص يان زابرزيزينسكي، الذي أصبح عدو غلينسكي الشخصي. بصفته وصيًا على الدوق الأكبر، سهل غلينسكي صعود أقاربه وآخرين، مما جعل موقعه أكثر قوة.
حدد سفير الإمبراطور الألماني، سيغيسموند فون هيربيرشتاين، جوهر التمرد في ملاحظاته حول شؤون موسكوفيت. وكان يعتقد أن سبب الشجار بين غلينسكي وزابرزيزينسكي هو أن محافظ مدينة تراكاي زابرزيزينسكي كان قد أمر بضرب خادم غلينسكي لأن الخادم أُرسل مرة ثانية للحصول على الشوفان للخيول الملكية في تراكاي. لفق غلينسكي، الذي كان له تأثير كبير على الدوق الأكبر، سببًا ليحرم زابرزيزينسكي من منصبين بما في ذلك منصب المحافظ، على الرغم من أن مناصب كهذه نادرًا ما تسحب حالما تُمنح. أفاد هيربرشتاين أنه على الرغم من تصالحهما في ما بعد، ومن احتفاظ زابرزيزينسكي بمنصب ثالث، كان زابرزيزينسكي ما يزال يكن حقدًا على غلينسكي.
وفقًا لمؤرخي القرن السادس عشر البولندي ماسيج ستريجكوفسكي وبيتشوفيتش، بدأ النزاع بين غلينسكي وزابرزيزينسكي بعد إبعاد غلينسكي لنائب ليدا يوري إيلينيتش وتعيين أندري دروزدز، ابن عم غلينسكي، مكانه. اشتكى يوري إيلينيتش إلى مجلس اللوردات من انتهاك حقوقه. دعم المجلس، ومن ضمنه زابرزيزينسكي الذي كان عضوًا فيه، إيلينيتش ورفض تأكيد التعيين، ووصف دروزدز بأنه «رجل عادي».